# Mark Paragua
 Mark Callano Paragua  (nascut el 29 de març de 1984), és un jugador d'escacs filipí, que té el títol de Gran Mestre des de 2005.
Els seus pares són Flordeliza Callano i Ricardo Paragua, i aquest darrer és també el seu entrenador, amb qui viatja arreu del món participant en torneigs internacionals. Resideix actualment entre les ciutats properes de Meycauayan i Marilao a la província de Bulacan.
A la llista d'Elo de la FIDE del gener de 2022, hi tenia un Elo de 2467 punts, cosa que en feia el jugador número 2 (en actiu) de les Filipines. El seu màxim Elo va ser de 2621 punts, a la llista d'abril de 2006 (posició 105 al rànquing mundial).

## Resultats destacats en competició
Al Campionat Disney del món d'escacs ràpids per nens, celebrat entre el 15 i el 17 de novembre de 1998 al parc temàtic d'EuroDisney a París, Paragua i Bu Xiangzhi acabaren primers amb 7½ punts a la categoria de fins a 14 anys, amb Paragua obtenint la medalla d'or al tiebreak.
Fou el mestre filipí més jove de tots els temps, als nou anys. També va esdevenir el GM filipí més jove, als 20 anys (fins que Wesley So va batre el rècord), batent el rècord anterior, d'Eugenio Torre, en dos anys.
Paragua es va classificar per jugar el Campionat del món de 2004 a Trípoli, on fou eliminat pel moldau Victor Bologan a la primera ronda, per 1 a 3. També es va classificar per la Copa del món 2005, a Khanti-Mansisk, un torneig classificatori per al cicle del Campionat del món de 2007, on va superar l'armeni Serguei Movsessian en primera ronda, abans de perdre per poc en el tie break contra Aleksei Dréiev a la segona ronda (Paragua havia entaulat les dues partides regulars contra Dréiev).
Paragua fou el primer filipí a arribar als 2600 punts d'Elo FIDE, després de ser segon al torneig Zonal 3.3 (Campionat d'Àsia d'escacs) de Kuala Lumpur, Malàisia, on hi acabà el torneig, un suís a nou rondes, amb 7 punts, i després d'això, a la llista d'Elo de gener de 2006 va sortir amb un Elo de 2618 punts.
Entre l'agost i el setembre de 2011 participà en la Copa del món de 2011, a Khanti-Mansisk, un torneig del cicle classificatori pel Campionat del món de 2013, i hi tingué una mala actuació; fou eliminat en primera ronda per Michael Adams (1½-½).
Ha jugat, representant les Filipines, a les Olimpíades d'escacs de 2002, 2004 i 2006.

## Partides notables
- Mark Paragua vs Levon Aronian, VII Obert Aníbal, Linares, 2000, atac indi de rei, (A07), 1-0
- Mark Paragua vs Jason Goh Koon-Jong, 36a Olimpíada, defensa siciliana, Scheveningen, variant clàssica (B85), 1-0
- Mark Paragua vs Sergei Movsesian, FIDE World Cup 2005, defensa eslava, variant camaleó, sistema de l'avenç (D15), 1-0
- Mark Paragua vs Aleksei Dréiev, FIDE World Cup 2005, defensa semieslava, variant Merano accelerada (D45), 1-0